# Nižný Skálnik
Nižný Skálnik (hongrois : Alsósziklás) est un village de Slovaquie situé dans la région de Banská Bystrica.

## Histoire
La première mention écrite du village date de 1334.

## Démographie

### Évolution de la population
| Année:               | 1994. | 2004.   | 2014.   | 2024.   |
| -------------------- | ----- | ------- | ------- | ------- |
| Nombre de personnes: | 184   | 192     | 191     | 187     |
| Différence:          |       | +4,34 % | -0,52 % | -2,09 % |

| Année:               | 2023. | 2024.   |
| -------------------- | ----- | ------- |
| Nombre de personnes: | 188   | 187     |
| Différence:          |       | -0,53 % |